# کامپونگ‌تم
کامپونگ‌تم شهری در کشور کامبوج است که جزو تقسیمات اداری استان کامپونگ‌تم محسوب می‌شود و جمعیت آن براساس سرشماری سال ۱۹۹۸ میلادی ۶۶٫۰۱۴ نفر بوده که در سال ۲۰۰۵ میلادی به ۷۹٫۰۸۰ نفر افزایش یافته‌است.